# Bukom

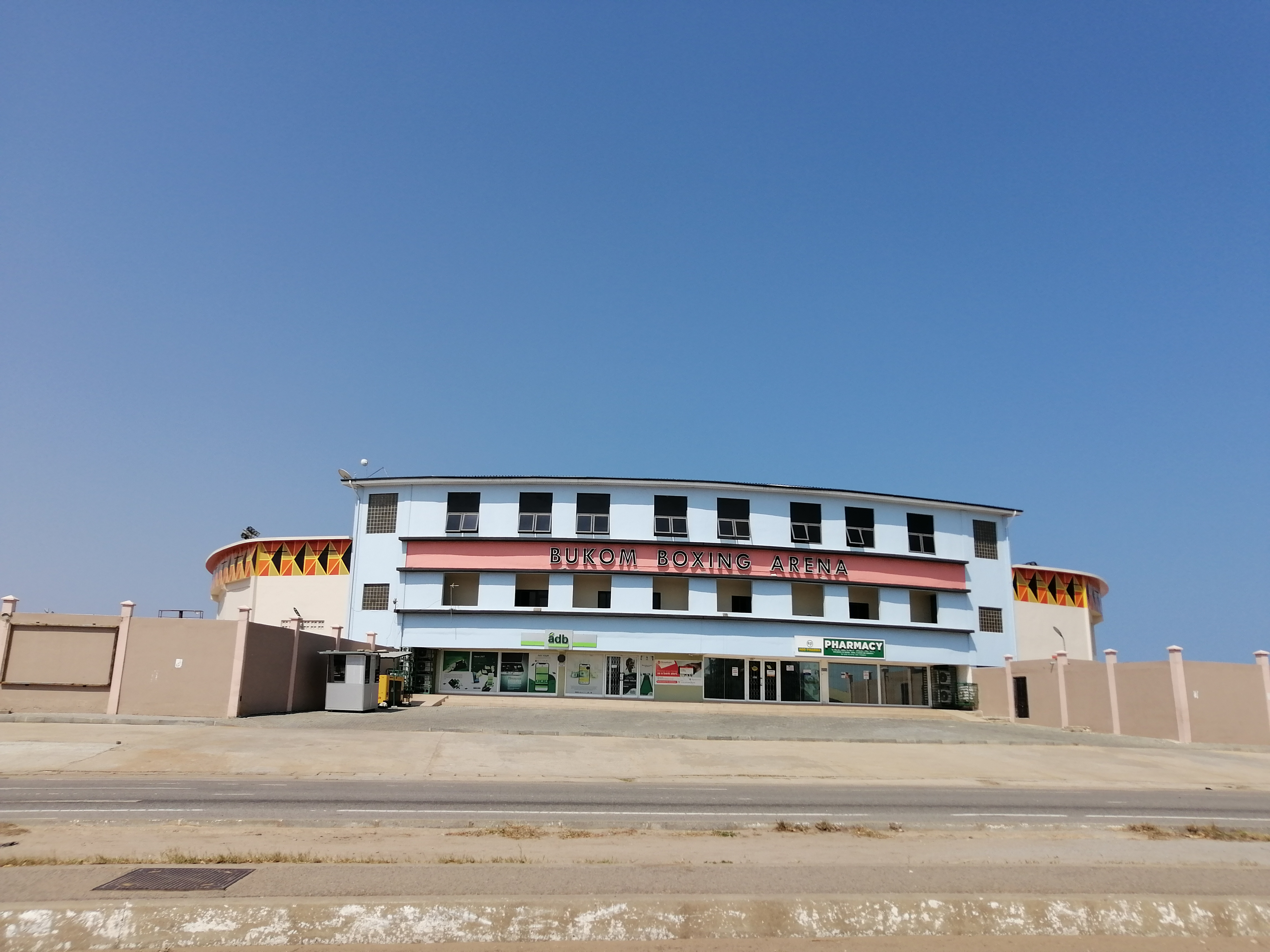
Bukom Boxing Arena (2019)

Bukom ist ein Stadtviertel von Accra, der Hauptstadt Ghanas, das geographisch zum Stadtteil Ussher Town gehört und etwa 2,5 Kilometer südwestlich der Independence Arch liegt. Der Slum, der von der Ethnie der Ga geprägt ist, hat Schätzungen zufolge etwa 20.000 Einwohner.
Bukom gilt als Zentrum des ghanaischen Boxsports. Bekannte Boxer des Viertels sind Azumah Nelson, Joseph Agbeko, Roy Ankrah, Joshua Clottey, Nana Konadu, Alfred, Amon und David Kotey sowie Clement und Ike Quartey. Im Jahr 2016 wurde die Bukom Boxing Arena eröffnet, die ein Fassungsvermögen von 4000 Zuschauern aufweist und auch als Austragungsort für andere Sportarten und Veranstaltungen genutzt werden kann.